# اچکزی
اچکزی از قبیله پشتون طایفه بارکزی است. اقوام مختلف دیگری نیز در میان طایفه اچکزی وجود دارند مانند (مليزی ، ادوزی، شمشوزایی، سلطان زی، متکزی، علیزایی، شکرزی، حمیدزی و غبیزی) که عمدتاً در پاکستان ساکن هستند.

## مناطق عمده سکونت قبایل اچکزی
روستا یا زادگاه اچکزی ها قله عبدالله در بلوچستان و در مناطق تحت سلطه پشتون های افغانستان عمدتا در ولایت های قندهار و ارزگان و هلمند است.
شهرهای عمده سکونت اچکزی عبارتند از چمن در امتداد مرز افغانستان در پاکستان و سپین بولدک در سمت افغانستان و گلستان و توبا اچکزی و عبدالله خان و کویته در پاکستان نیز از دیگر نقاط عمده ی سکونت اچکزی هاست.
اچکزی ها خواستار یک ولایت جداگانه برای خود در پاکستان شده اند، ولایتی که باید شامل کویته، قله عبدالله، بخش های میانوالی و پاستون بلوچستان، FATA پاکستان باشد.

## افراد مشهور و سرشناس
برخی از اچکزی های معروف محمود خان اچکزی (رئیس حزب پختونخوا ملی عوامی) و پدرش یکی دیگر از سیاستمداران، بنام عبدالصمد خان اچکزی بود.
شخصیت‌های سیاسی مختلفی در تاریخ قوم اچکزی مانند ملا عبدالله خان برانگیختند که در قرن نوزدهم علیه راج بریتانیایی هند هنگامی که تا مرز افغانستان گسترش یافتند، جنگیدند.
عصمت مسلم اچکزی از طایفه از رهبران نظامی مشهور رژیم تحت حمایت شوروی در افغانستان بود.

### طالبان و اچکزی ها
عبدالرازق اچکزی فرمانده نظامی و فرمانده پلیس ملی افغانستان (قوماندان امنیه) در ولایت قندهار افغانستان بود. از وی به عنوان یکی از سرسخت‌ترین مخالفین طالبان و پاکستان در افغانستان یاد می‌شد. وی بارها مورد سوء قصد از طرف طالبان قرار گرفت و سرانجام در تاریخ ۲۶ مهر ۱۳۹۷، پس از جلسه ای با جنرال اسکات میلر از فرماندهان ارتش آمریکا در افغانستان هنگام خروج از دفتر والی قندهار توسط یکی از محافظین ویژهٔ خود که عامل نفوذی طالبان بود ترور شد. پس از ترور او برادرش تادین خان جایگزین او شد.
پس از بقدرت رسیدن مجدد طالبان در سال ۱۴۰۰ قوم اچکزی در قندهار هدف خاص طالبان بود. طالبان به دلیل اینکه جنرال عبدالرازق علیه آنها جنگیده بود، اچکزی ها را زیر فشار قرار داده و با آنها بسیار بد رفتاری کردند.
همچنین طالبان هنگام تسلط بر شهر قندهار، ده‌ها نفر از قوم اچکزی را کشته‌اند و شمار زیادی از آنها را کوچ دادند.